# 니카우
니ǃ카우(Nǃxau, 1943년 ~ 2003년 7월 1일)는 나미비아의 배우이다. 본명은 은ǃ카우 ǂ토마(Nǃxau ǂToma)이다. 1980년 영화 《부시맨》으로 제일 잘 알려져 있다. 부시맨이 큰 성공을 거두자 계속해서 후속작이 나왔으며 나미비아 기준 큰 돈을 벌어 벽돌집을 짓고 수도와 전기까지 설치했다. 또한 부시맨의 유명세로 인해 여기저기 해외순방을 다녔는데 니카우가 사용하는 언어인 헤레로어는 엄청 생소한 언어였기 때문에 영어로 한 번 번역한 뒤 니카우가 순방한 국가의 언어로 또 한번 더 번역하는 이중 번역을 해야 했다.
맨 처음 부시맨을 촬영했을 때 출연료로 300달러를 받았지만 당시 니카우는 돈이 뭔지 몰랐기 때문에 관리를 허술히 하다가 바람에 다 날아갔다. 하지만 이후 부시맨 2를 촬영할 때는 이미 돈이 뭔지 알았기 때문에 스스로 출연료 협상을 해서 1988년도 기준 80만 랜드(6만 달러의 가치와 비슷함) 정도 되는 큰 돈을 출연료로 받았다.
2003년 다제내성 결핵 사망하였다. 향년 60세.

## 출연작
- 부시맨
- 부시맨 2
- 부시맨 3 - 강시와 부시맨